# Powerkite

Foilkite (boven), boogkite (links) en LEI-powerkite (rechts)

Een powerkite of traction kite is een grote vlieger die ontworpen is om kracht te geven en daarmee een buggy, mountainboard of persoon vooruit te trekken.

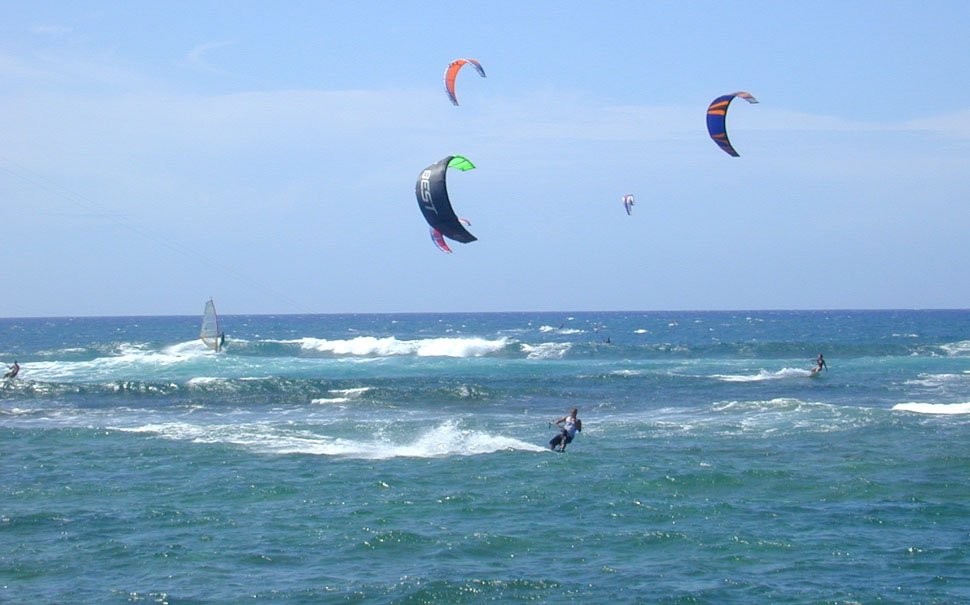
Kitesurfen in sterke aanlandige wind vanaf de noordelijke kust van Oahu in Hawaï

Powerkites zijn er in twee belangrijke vormen: de foilkite en de leading edge inflatable kite (LEI-kite). Verder zijn er zogenoemde rigid-framed powerkites en soft single skin kites. Er zijn verschillende beheersingssystemen die bij powerkites worden gebruikt. Ze hebben twee tot vijf lijnen waarop hendels of een bar bevestigd zijn. De maten van een powerkite verschillen sterk per merk en variëren tussen de 0,6 m² tot 19 m², waarbij die van 19 m² toch wel al enige ervaring vergt.
De meest gebruikte kites in foilkites zijn 2,5 m² en 5 m². In opblaasbare kites zijn dit 9 m² en 11 m². Dit zijn de zogenaamde kiteparen. Met een kitepaar kan men in principe het volledige windbereik aan.
Vanwege de kracht die de powerkites opwekken, moet de sport zorgvuldig worden beoefend in een veilige omgeving en met goed materiaal. Een helm is vaak aan te raden, zelfs op het water (verplicht bij gebruik van een zogenoemde boardleash), aangezien de kiter soms van een flinke hoogte naar beneden kan komen. Deze vorm van kitesurfen kan overigens voor zowel de beoefenaar, als ook diens omgeving gevaarlijk zijn. Al wordt het powerkiten tot de extreme sporten gerekend, toch zijn er ook verschillende niveaus van deze sportbeoefening die veel minder gevaarlijk zijn. Zoals trainingkiten en bodydraging.
Vanwege het potentiële risico en de groeiende belangstelling voor de diverse aan het powerkiten gerelateerde sporten, worden tegenwoordig steeds meer scholen opgericht waar men kennis kan maken met een of meer disciplines of lessen kan volgen.
Alle afzonderlijke kites zijn voor een bepaald doel ontwikkeld: voor bijvoorbeeld het water, land, voorwaartse trekkracht en liftende kracht.
Powerkites worden meestal samen met een voertuig of een board gebruikt, zoals in:
- kitesurfen, op een kiteboard
- buggyen, op een speciaal daarvoor ontworpen driewieler
- mountainboarden, met een soort snowboard op wielen, vergelijkbaar met een groot skateboard
- kitejumping, waarbij de powerkite wordt gebruikt voor het springen boven de grond
- kiteskating op all-terrain-rolschaats
- snowkiten, op ski's of een snowboard